# Pusztagyimót megállóhely
Nagygyimót megállóhely a MÁV egyik megszűnt vasúti megállóhelye a Veszprém vármegyei Nagygyimót községben. A névadó Pusztagyimót külterületi településrész közelében helyezkedett el, attól is bő fél kilométerre nyugati irányban. Közúton valószínűleg sosem lehetett elérni, csak mezőgazdasági utakon; személyforgalmának megszüntetése óta utóbbiak forgalma is korlátozott.

## Története
Valószínűleg a vasútvonallal egy időben létesült, 1902-ben.
Amikor felmerült a pápai bázisrepülőtér fejlesztésének, s azon belül a kifutópálya meghosszabbításának igénye, szükségessé vált a reptér déli széle mellett húzódó vasútvonal megbontása. Mivel ezen a vonalszakaszon 2007 márciusa óta nincs személyforgalom, a Franciavágás vasútállomást kiszolgáló tehervonatokat pedig 2022 áprilisától Veszprémvarsány vasútállomás felé terelték, így már nem számoltak a vasútvonal új nyomvonalra terelésével.
A bontás megkezdése előtt 2022 szeptemberében előbb kivették az Ugod–Pápa szakaszt az országos vasúti mellékvonalak közül, majd 2023 áprilisában az országos közforgalmú vasútvonalak nyilvántartásából is törölték – Pápa állomás és Pápa-Repülőtér iparvágány-kiágazás között 13L számozással a bázisrepülőteret kiszolgáló vonalat létrehozva –, amivel együtt Nagygyimót és Pusztagyimót megállóhelyeket is megszüntették.

## Vasútvonalak
A megállóhelyet az alábbi vasútvonalak érintették:
- Környe–Pápa-vasútvonal

## Kapcsolódó állomások
A vasúti megállóhelyhez az alábbi állomások vannak a legközelebb:
- Nagygyimót megállóhely (Tatabánya vasútállomás, Környe–Pápa-vasútvonal)
- Pápa vasútállomás (Pápa vasútállomás, Környe–Pápa-vasútvonal)